# デイリーニューズ (ニューヨーク)
デイリーニューズ（Daily News）は、アメリカ合衆国ニューヨーク市の主要なタブロイド紙である。地名を冠してニューヨーク・デイリーニューズ（New York Daily News）とも呼ばれ、単にザ・ニューズ(the News)と略称される。本社はニューヨークに隣接するニュージャージー州ジャージーシティにある。
1919年にジョゼフ・メディル・パターソンによってイラストレイテッド・デイリーニューズ(Illustrated Daily News)として創刊された。ニューヨーク初の日刊タブロイド紙だった。最盛期の1947年には1日240万部を発行していた。2019年現在では、アメリカで11番目に発行部数が多い新聞となっている。なお、1855年から1906年まで発刊されていたニューヨーク・デイリーニューズとは無関係である。
現在のデイリーニューズは、トリビューン・パブリッシング（旧称 トロンク）の子会社が発行している。トリビューン社は2021年5月にオールデン・グローバル・キャピタルの子会社のデジタル・ファースト・メディアに買収された。オールデン社による買収後、トリビューン社が保有する新聞の中でデイリーニューズの発行部門のみがデイリーニューズ・エンタープライゼス(Daily News Enterprises)として分離された。

## 歴史

### イラストレイテッド・デイリーニューズ

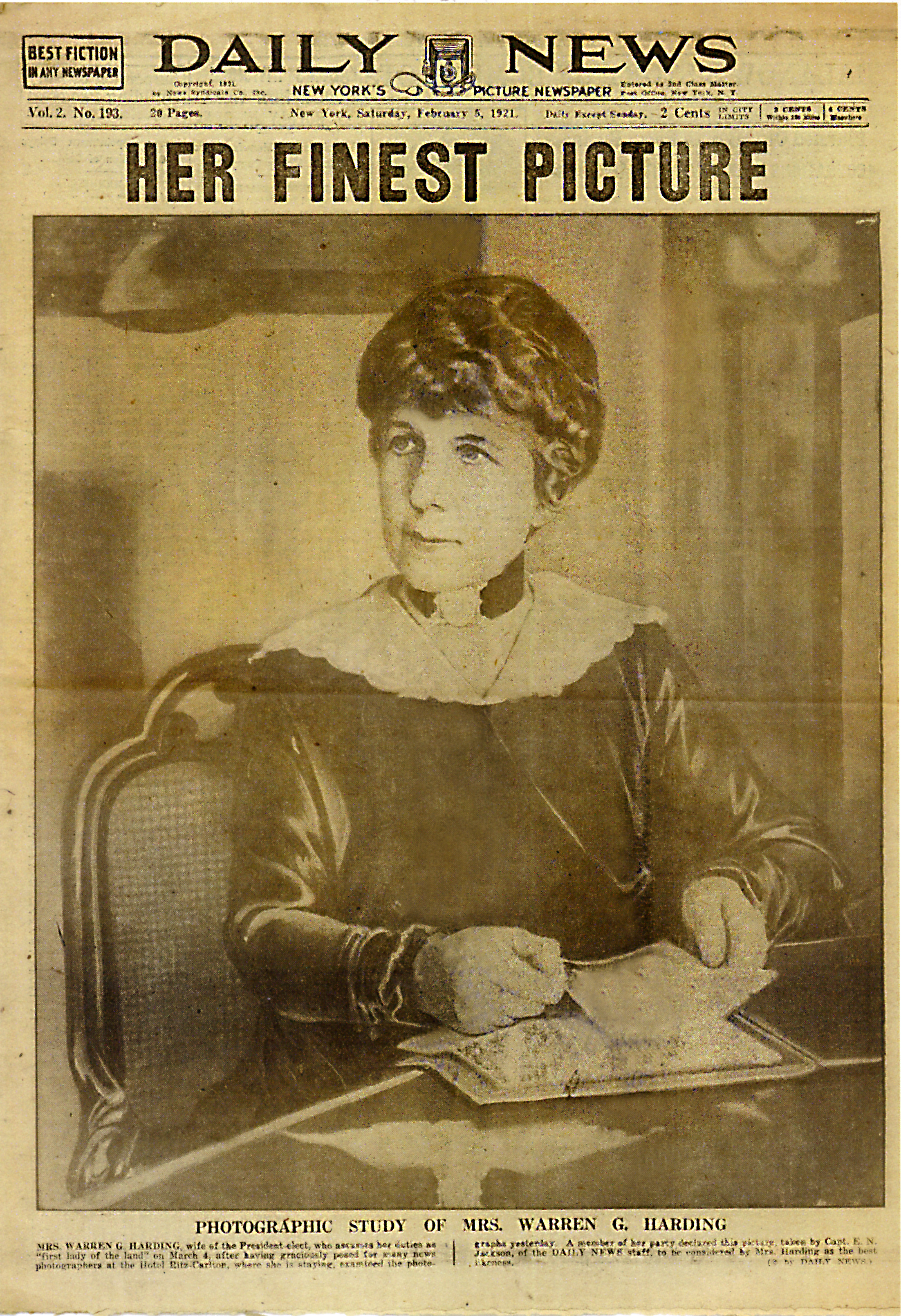
1921年2月5日号の1面。次期大統領ウォレン・ハーディングの妻フローレンス・ハーディングを取り上げている。

『イラストレイテッド・デイリーニューズ』は、ジョゼフ・メディル・パターソンとそのいとこのロバート・R・マコーミックによって1919年に創刊された。2人は『シカゴ・トリビューン』の共同発行人であり、トリビューン・メディア創業者ジョセフ・メディルの孫である。『シカゴ・トリビューン』の編集方針について2人の間で意見の相違が生じ、2人はニューヨークで新たなコンセプトの新聞を創刊することにした。パターソンは、イギリスのタブロイド紙『デイリー・ミラー』を創刊したノースクリフ子爵に会い、タブロイド紙の利点に感銘を受けた。パターソンは1919年6月24日にタブロイド紙『イラストレイテッド・デイリーニューズ』を創刊した。同紙は1993年までトリビューン・カンパニーが保有していた。

### デイリーニューズ
1919年8月には発行部数が最低となる26,625部まで落ち込んだが、地下鉄で通勤するニューヨーカーたちがタブロイド紙の扱いやすさに気づき、読者は増えていった。創刊1周年の1920年6月には10万部、1925年には100万部を超えた。最盛期の1947年には日刊240万部を記録した。
デイリーニューズは写真を重視し、1920年から1991年までは「ニューヨークの写真新聞」(New York's Picture Newspaper)をスローガンとして掲げていた。デイリーニューズのロゴには、創刊当時からカメラの絵が使われている。1942年にはカメラマンとしてイブリン・ストラウスが入社し、ニューヨークで初めて女性カメラマンを採用した新聞社となった:8, 31–32。
1985年からは、「ニューヨークの地元紙」(New York's Hometown Newspaper)というキャッチコピーを使い始めた。また、「ニューヨークの目・耳・正直な声」(The Eyes, the Ears, the Honest Voice of New York)というスローガンもある。ビリー・ジョエルは代表曲『ニューヨークの想い』で、ニューヨーク望郷の念をデイリーニューズとニューヨーク・タイムズに込めた。
スポーツ報道を得意とし、ビル・ギャロ、ブルース・スターク、エド・ムラウィンスキーなどの著名なスポーツ漫画家の漫画が掲載されている。かつてウォルター・ケイナーがコラムを寄稿していた。C・D・バチェラーらが風刺漫画を描いている。
1948年にはテレビ局WPIXを開設した。コールサインの"PIX"は、同社のスローガン"New York's Picture Newspaper"に因むものである。同局は、1963年にFMラジオ局WBFMを買収してWPIX-FMとした。テレビ局は1991年にトリビューン社の所有となったが、現在も旧デイリーニューズビルに拠点をおいている。ラジオ局はエムニス・コミュニケーションズに買収された後、2014年からはCBSラジオの所有となり、WFAN-FMとして、AMラジオ局WFANのサイマル放送を行っている。
1980年8月19日から1981年8月28日までの短期間、平日の午後に『デイリーニューズ・トゥナイト』(Daily News Tonight)を発刊していた。これは、夕刊紙だった『ニューヨーク・ポスト』が1978年に朝刊の発行を始めたことへの対抗策だった。
1878年8月10日から11月5日にかけて、ニューヨークの三大新聞（ニューヨーク・タイムズ、デイリーニューズ、ニューヨーク・ポスト）の労働者がストライキを起こした。この間デイリーニューズは発行されなかった。
1982年と1990年代初頭にもストライキがあったことで、デイリーニューズは廃刊の危機に瀕した。1982年には、親会社のトリビューン・カンパニーがデイリーニューズの売却を検討した。1991年、ロバート・マクスウェルが資金援助して事業を引き継いだ。しかし、同年11月にマクスウェルが死去し、マクスウェル社が事業を維持するための資金的裏付けに疑問があるとして、デイリーニューズはマクスウェル社から分離した。編集長のジェームズ・ウィルスが新聞の発行権を買い取り、暫定的に発行人となった。1993年にモーティマー・ズッカーマンがデイリーニューズを買収した。
2017年9月4日、旧トリビューン・カンパニーの出版部門が分離して設立されたトロンク（現 トリビューン・パブリッシング）が、デイリーニューズを買収したと発表した。トロンク社はデイリーニューズの「運営と年金負債」を「1ドル」で買収した。買収時、デイリーニューズの発行部数は平日20万部、日曜版26万部まで落ち込んでいた。2018年7月、トロンク社は、編集主幹のジム・リッチを含む編集スタッフの半数を解雇した。リッチの後任には、トロンク社が保有するペンシルベニア州アレンタウンの新聞『ザ・モーニング・コール』の発行人兼編集長ロバート・ヨークが就任した。同紙のSNS担当スタッフも解雇され、その旨が同紙のtwitterアカウントに投稿されたが、後に削除された。
2021年5月、親会社のトリビューン・パブリッシングがオールデン・グローバル・キャピタルに買収された。同年9月、ロバート・ヨークが編集長を解任され、『ハートフォード・クーラント』発行人兼編集長のアンドリュー・ジュリアンが暫定的に編集長に就任した。

## 編集姿勢
『ニューヨーク・タイムズ』のジャーナリスト、アラン・フォイヤーは、デイリーニューズの編集姿勢について、リベラルと保守派の対立を通してニューヨークを描くというよりも、情報源の深掘りと地に足をつけた報道を特徴とし、ニューヨーク中心部の犯罪報道や公共問題に対する厳しい報道を行っていると評している。またフォイヤーは、デイリーニューズはニューヨークの労働者層を対象としており、市の不正行為に対抗する行動を行っていると述べている。
ニューヨーク・タイムズ紙はデイリーニューズの編集姿勢を、「柔軟な中道主義」(flexibly centrist)、「ポピュリズム的であるが、高い道徳的基準を持ち保守的(high-minded, if populist, legacy)と評している。50年以上に渡り、デイリーニューズは共和党を支持し、第二次世界大戦の初期には、姉妹紙の『シカゴ・トリビューン』と同様に孤立主義を支持していた。1940年代から1960年代にかけて、デイリーニューズは「保守的ポピュリズム」を支持していた。しかし1970年代中頃からその姿勢を変化させ始め、1990年代には、1980年に民主党支持から右派に転向した『ニューヨーク・ポスト』に代わる、「穏健なリベラル紙」とみなされるようになった。
大統領選挙では、2004年は共和党のジョージ・W・ブッシュ、2008年は民主党のバラク・オバマ、2012年は共和党のミット・ロムニー、2016年は民主党のヒラリー・クリントン、2020年は民主党のジョー・バイデンを支持した。

## 本社

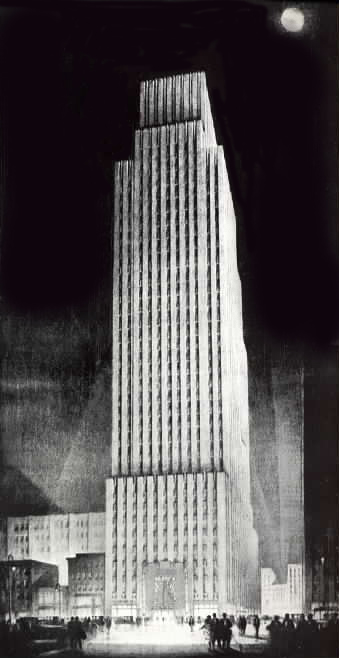
デイリーニューズ・ビルディングのヒュー・フェリスによる完成予想図。ジョン・ミード・ハウエルズとレイモンド・フッドが設計した。1990年代中頃まで、デイリーニューズ本社が入居していた。

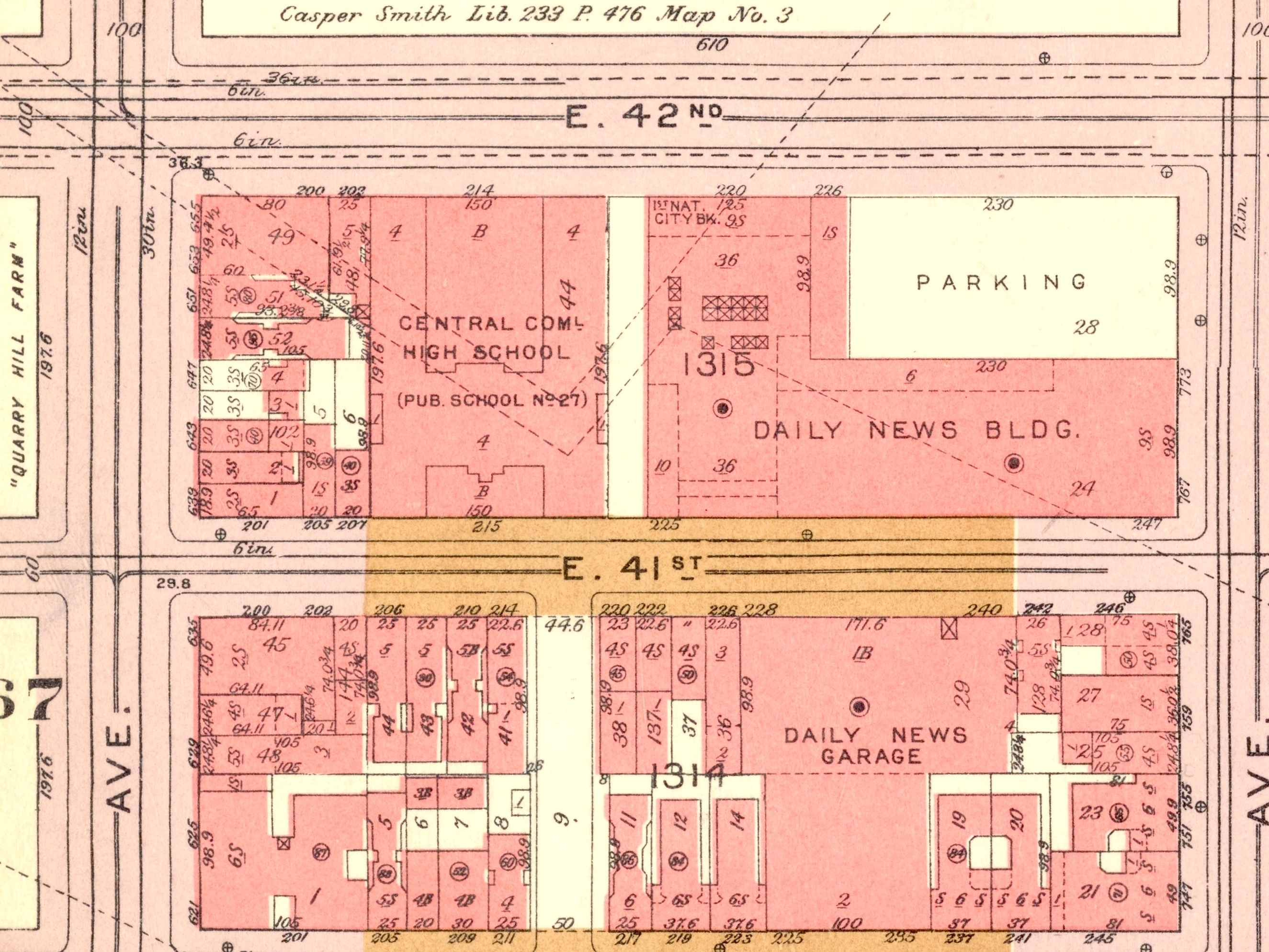
1955年頃のデイリーニューズ・ビル周辺の地図

創刊当初の拠点は、ニューヨーク市庁舎のすぐ北側、当時多くの新聞社が本社を構えていたパーク・ロウの近くのシティホールプレイス25番地に置かれていた。1921年には近くのパークプレイス23番地に移転した。
1929年、42丁目東220番地に新築した、ジョン・ミード・ハウエルズとレイモンド・フッドの設計によるデイリーニューズ・ビルディングに移転した。このビルは、『スーパーマン』の最初の映画作品とその続編において、主人公が勤務する『デイリープラネット』の本社ビルの外観のモデルとして使用された。1995年にデイリーニューズが退出した後の現在も、このビルは「デイリーニューズ・ビル」と呼ばれており、ロビーにはデイリーニューズ本社時代からある地球儀が置かれている。かつて子会社だったテレビ局WPIXもこのビルに拠点を置いている。
1995年、33丁目西450番地ビル（現 5マンハッタン・ウェスト）に移転した。
2011年6月、ロウアー・マンハッタンの4ニューヨーク・プラザ内に移転した。2012年10月、ハリケーン・サンディによりニューヨークは広範囲で浸水の被害を受け、デイリーニューズの本社も使用不可能になった。編集業務はいくつかの仮設事務所で分散して行われた後、最終的にはニュージャージー州ジャージーシティの同社の印刷工場内に移転した。2013年初頭にロックフェラー・センター近くの1290アベニュー・オブ・アメリカズビル内に移転した後、同年11月上旬に4ニューヨーク・プラザに戻った。
2020年8月、新型コロナウイルス感染症の世界的流行の影響により、親会社のトリビューン・パブリッシングは、デイリーニューズのマンハッタンのオフィスを含む、傘下の新聞社の複数のオフィスを閉鎖した。

## ピューリッツァー賞
デイリーニューズはピューリッツァー賞を11回受賞している。
1998年、デイリーニューズのコラムニストのマイク・マカラリーは、ニューヨーク市警の警察官から拷問と性的暴行を受けたハイチ系アメリカ人、アブナー・ルイマについてのコラムでピューリッツァー賞 論説部門を受賞した。
2007年、アメリカ同時多発テロ事件により崩壊したワールドトレードセンターで救助活動を行った救助隊員の多くが粉塵による健康被害を受けたことを、5か月に渡り13の社説で詳述したデイリーニューズの編集委員会が、ピューリッツァー賞 社説部門を受賞した。
2017年、警察が立ち退き権限を広範に濫用している実態の取材により、非営利報道機関プロパブリカと共にピューリッツァー賞 公益報道部門を受賞した。

## 注目を集めた一面記事
1928年、デイリーニューズの記者が、自身の脚につけた小型カメラでルース・ブラウン・スナイダーの電気椅子による死刑執行の瞬間を撮影し、翌日の一面に"DEAD!"（死んだ!）の見出しとともに掲載された。
1975年10月29日、ジェラルド・フォード大統領が、財政破綻の危機にあるニューヨーク市に対する連邦政府からの支援を否定する演説を行った。翌日のデイリーニューズの一面には"FORD TO CITY: DROP DEAD"（フォードから市へ: 死んでしまえ）という見出しが掲載された。フォードは後に、この見出しが翌年の大統領選挙での敗北につながったと述べている。
1995年11月16日、デイリーニューズの一面に、おむつをつけた赤ちゃんのように描かれたニュート・ギングリッチ下院議長のイラストが、"Crybaby"（泣き虫）という見出しとともに掲載された。これは、エアフォースワンの中でビル・クリントン大統領から無視されたことに対する報復として、ギングリッチが政府閉鎖を引き起こしたことが発覚したことを受けたものである。
2015年12月のサンバーナーディーノ銃乱射事件の後、同紙は共和党の政治家によるお悔やみのツイートと共に"GOD ISN'T FIXING THIS"という見出しを掲げ、銃規制の強化を訴えた。この挑発的な見出しは、賛否両論の議論を呼んだ。
2016年1月、テキサス州選出の共和党の上院議員で同年の大統領選挙への出馬を表明していたテッド・クルーズが共和党予備選挙の討論会で「ニューヨークの価値」を貶める発言をしたことを受けて、デイリーニューズは一面に、自由の女神像が中指を立てているイラストと共に"DROP DEAD, TED"（死んでしまえ、テッド）という見出しを掲げた。

## 論争
デイリーニューズはイラク戦争を支持していた。イラクのクウェートへの侵攻の6日前の2003年3月14日、デイリーニューズは「ブッシュ大統領は、大量破壊兵器を備蓄してそれを躊躇なく使用するであろう、攻撃的で危険で精神病的な独裁者を標的にしている。サダムが権力を掌握している限り、平和はあり得ない。報復の恐れがある、アメリカはテロリストを怒らせてはいけないとして戦争に反対する意見をよく聞く。9.11の後でこれに反論する必要はあるだろうか? テロリストは既に何千ものアメリカ人を殺害し、さらに多くのアメリカ人を殺そうとしているのである。墓の中での平和を望むのではない限り、反撃は必要なことである」と述べた。
2016年12月20日、デイリーニューズのコラムニストのガーシュ・クンツマンは、ロシアの駐トルコ大使アンドレイ・カルロフの暗殺をナチスドイツの外交官エルンスト・フォム・ラートの暗殺になぞらえて「正義は果たされた」と主張するコラムを書き、批判を受けた。
2018年以降、デイリーニューズは、EU一般データ保護規則に反する恐れがあるとして、欧州連合域内からの同社のウェブサイトへのアクセスを規制している。